# Gastromermis isolateralis
Gastromermis isolateralis  (лат.) — вид круглых червей из семейства Mermithidae (отряд Mermithida, Nematoda). Эндемик озера Байкал (Россия), где обнаружен на каменистом грунте на глубине 3 м.
Круглые черви мелких размеров. Имеют одну длинную спикулу (примерно в 4 раза длиннее тела), 8 продольных хорд и 6 головных папилл, вентрально сдвинутый рот, с небольшим отверстием. Снаружи покрыты тонкой кутикулой без перекрестной волокнистости. Предположительно паразиты водных личинок комаров-звонцов (Chironomidae). Вид был впервые описан в 1976 году советским зоологом Иваном Антоновичем Рубцовым и включён в ранее выделенный отдельный род Gastromermis Micoletzky, 1923 из семейства Mermithidae.